# André Le Dissez
André Le Dissez (Plougonver, 11 de novembre de 1929 - París, 4 de maig de 2018) va ser un ciclista francès que fou professional entre 1957 i 1965. En el seu palmarès destaca una victòria d'etapa al Tour de França de 1959. Anteriorment, i en categoria amateur, fou dues vegades campió de França de persecució. Era conegut amb el nom de Le Facteur.
Una vegada retirat es va fer càrrec d'una empresa de missatgeria de premsa literària a la qual va donar un creixement notable.

## Palmarès
- 1954
  - 1r a la París-Caen
  - Vencedor d'una etapa a la Ruta de França
- 1955
  - Vencedor d'una etapa al Cinturó a Barcelona
- 1956
  - 1r a la París-Rouen
  - 1r al Gran Premi d'Eckbolsheim
  - Vencedor d'una etapa al Circuit del Cher
- 1959
  - Vencedor d'una etapa al Tour de França
- 1964
  - 1r a la Polymultipliée
  - 1r al Critérium de Sévignac

### Resultats al Tour de França
- 1957. 34è de la classificació general
- 1959. Abandona (16a etapa). Vencedor d'una etapa
- 1960. 47è de la classificació general
- 1961. Abandona (17a etapa)
- 1964. Abandona (7a etapa)

### Resultats a la Volta a Espanya
- 1961. Abandona (15a etapa)
- 1964. 19è de la classificació general
- 1965. Abandona (17a etapa)